# مايلز اندرسون
مايلز اندرسون (بالإنجليزية: Miles Anderson)‏ هو ممثل بريطاني، ولد في 23 أكتوبر 1947.

## وصلات خارجية
- مايلز اندرسون على موقع IMDb (الإنجليزية)
- مايلز اندرسون على موقع ميوزك برينز (الإنجليزية)
- مايلز اندرسون على موقع قاعدة بيانات الفيلم (الإنجليزية)